# Rue des Bouquetiers
La rue des Bouquetiers est une rue du quartier de Saint-Nizier et de la Presqu'île à la charnière des 1er arrondissement et 2e arrondissements de Lyon, en France.

## Situation
La rue des bouquetiers est située entre la place d'Albon et la place Saint-Nizier, dans le Sud du 1er arrondissement. Elle est courte et n'est bordée que d'une maison de chaque côté. Elle offre cependant une vue sur l'église Saint-Nizier.

## Origine du nom
Elle tient son nom des nombreux fleuristes (bouquetiers) qui s'étaient installés au Moyen Âge autour de l'église Saint-Nizier. Ce nom est attesté en 1740.
Auparavant, elle a porté les noms de rue des Harengères, rue de la Chapellerie et rue de l'Épicerie.